# Caridina fasciata
Caridina fasciata is een garnalensoort uit de familie van de Atyidae. De wetenschappelijke naam van de soort is voor het eerst geldig gepubliceerd in 1993 door Hung, Chan & Yu.